# Вальтер Тирел

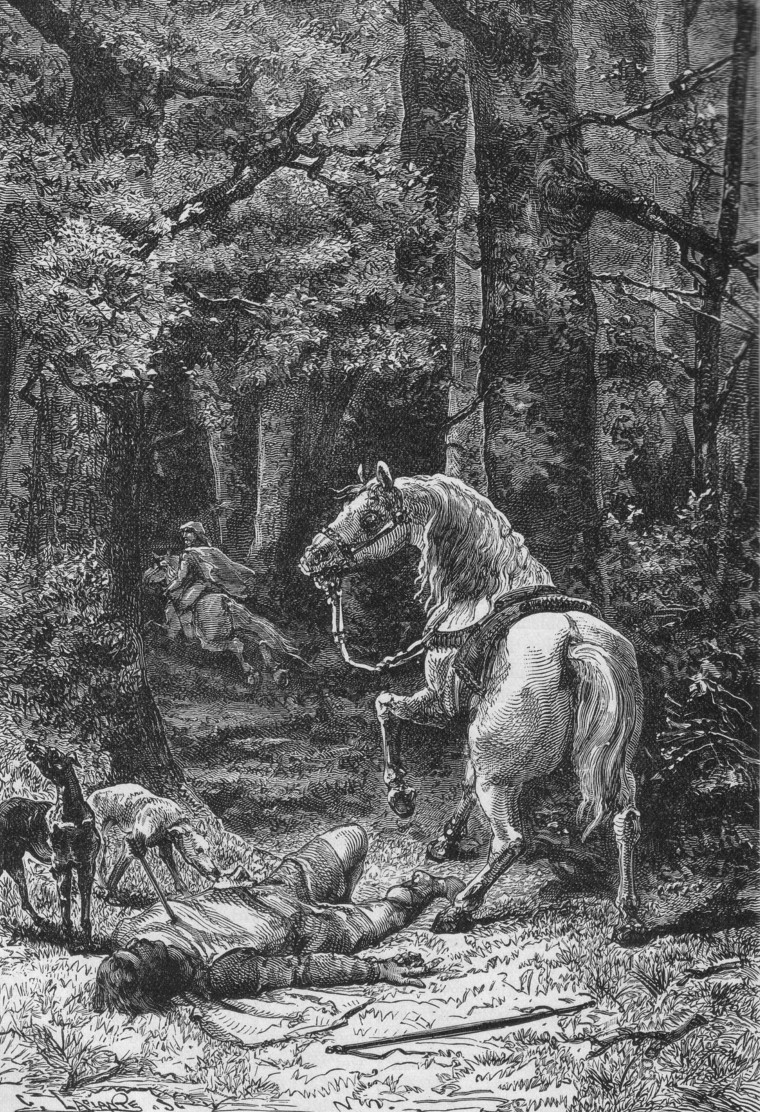
Смерть Вильгельма Руфуса. Литография, 1895. На дальнем плане убегающий Вальтер Тирел.

Вальтер Тирел (англ. Walter Tirel или Tyrell; фр. Gaultier Tirel; 1065 — после 1100) — англонормандский рыцарь, вероятный убийца английского короля Вильгельма II Руфуса.

## Биография
Вальтер родился в Тонбридже, Кент, в семье пикардийского рыцаря Готье Тирела, сеньора де Пуа, перебравшегося в Англию во время нормандского завоевания. Согласно Книге страшного суда, Вальтеру Тирелу в Англии принадлежал манор Лангам в восточном Эссексе. Кроме того Вальтер владел сеньорией де Пуа в Пикардии и являлся кастеляном замка Понтуаз во французском Вексене. Его женой, по некоторым источникам, была Аделиза (1069—1138), дочь Ричарда Фитц-Гилберта, представителя боковой ветви Нормандской династии и основателя дома де Клеров.

## Гибель Вильгельма II
Вальтер Тирел по всей видимости был очень близок к английскому королю Вильгельму II, потому что именно он сопровождал последнего во время охоты 2 августа 1100 г. в Нью-Форесте, Хэмпшир. По легенде, у короля было восемь стрел, четыре из которых он оставил себе, а четыре других отдал Тирелу, заявив, что «самые острые стрелы должны быть у человека, который знает, как произвести смертельный выстрел». Во время преследования дичи участники охоты потеряли из виду Вильгельма вместе с Тирелом. Вечером того же дня тело короля было найдено в лесу: он лежал, поражённый в грудь стрелой. Вот как описывает обстоятельства этой смерти Вильям Мальмсберийский в своей «Хронике английских королей» (ок. 1128 г.):

На охоте короля сопровождало несколько человек. Преследуя добычу, они отделились, оставив короля с Тирелом. Солнце уже клонилось к закату, когда Вильгельм натянул лук и послал стрелу, которая легко ранила оленя, пробежавшего перед ним. Олень продолжил свой бег, за ним бросился король, прикрывая рукой глаза от солнечных лучей. В этот момент Вальтер решил убить другого оленя. О, милосердный Бог! Стрела, пущенная Вальтером поразила в грудь короля!
Раненый король не издал ни звука. Он сломал древко стрелы, торчавшей из его тела. Это ускорило смерть. Вальтер немедленно подбежал к королю, но обнаружил лишь уже бесчувственное тело. Он вскочил на коня и изо всех сил помчался прочь. Его никто не преследовал: некоторые помогли Вальтеру бежать из страны, другие жалели его.

По общепринятой версии событий, Вильгельм II был убит случайной стрелой, посланной Вальтером Тирелом. Бежав из Англии, Тирел нашёл пристанище во Франции. Современные историки, однако, выдвигают предположение, что убийство короля было организовано. Об этом свидетельствуют и немедленное бегство Вальтера во Францию, и отсутствие его преследования, и спешка, с которой брат Вильгельма II Генрих Боклерк и придворные покинули место охоты, бросив тело короля и стремясь захватить королевскую казну в Винчестере и провести обряд коронации Генриха. Аббат Сугерий, который во Франции встречался с Тирелом, также свидетельствует, что до последних дней своей жизни тот отрицал свою причастность к убийству короля. Тирел, который описывается хронистами как один из самых метких охотников, вряд ли мог допустить такой фатальный промах. Кроме того, в последние годы правления Вильгельма II неуклонно усиливалось недовольство среди английских баронов самодержавной и авторитарной политикой короля. Также подчёркивается родственная связь Тирела с домом де Клеров, одним из наиболее влиятельных англонормандских родов, оттеснённых от участия в управлении Вильгельмом II. Известно, что на охоте в Нью-Форесте присутствовали Гилберт и Роджер де Клеры, братья супруги Вальтера Тирела, которые ранее участвовали в мятежах против Вильгельма II, а после вступления на престол Генриха Боклерка получили обширные земельные владения и придворные должности. Из этого некоторые историки делают вывод о наличии заговора дома де Клер и Генриха Боклерка против Вильгельма II.
В то же время другие исследователи подчёркивают, что смерть Вильгельма в 1100 году была не выгодна Генриху I: Роберт III Куртгёз возвращался из крестового похода и после убийства Вильгельма II легко вернул себе власть над Нормандией, а в следующем году даже попытался свергнуть Генриха с английского престола при поддержке значительной части местных баронов. Свидетельства Сугерия, а также тот факт, что владения Тирела в Англии не были конфискованы, используются такими исследователями для подтверждения непредумышленности убийства короля.
Современники увидели в гибели Вильгельма II, известного своими жёсткими мероприятиями против церквей и священнослужителей, «Божью кару». Тем не менее, даже случайное убийство монарха было преступлением. Вальтер Тирел был вынужден оставаться во Франции, при дворе короля Филиппа I, а скончался во время паломничества в Иерусалим.